# I Am Canadian
 (avril 2023).
Si vous disposez d'ouvrages ou d'articles de référence ou si vous connaissez des sites web de qualité traitant du thème abordé ici, merci de compléter l'article en donnant les références utiles à sa vérifiabilité et en les liant à la section « Notes et références ».
I Am Canadian est un slogan publicitaire de la brasserie canadienne Molson, utilisé entre 2001 et 2005. Il fut l'objet d'une publicité télévisuelle canadienne-anglaise très connue. Un homme, Jo, arrive sur une scène devant une foule et se met à monologuer au micro sur les différences culturelles entre le Canada et les États-Unis, fier de sa spécificité canadienne. La publicité fait la promotion de l'unité canadienne en exposant des symboles canadiens forts ralliant ce pays qui s'étend « d'un océan à l'autre ».

## I Am Not Canadian
Une parodie de cette publicité fut faite par la station de radio torontoise Edge 102. I Am Not Canadian présente un Québécois, Guy, qui vient faire un monologue, dans un anglais maladroit, sur sa société distincte, le Québec. À saveur humoristique, cette publicité reprend les grandes lignes soulevées par les auteurs pratiquant le Quebec bashing (dénigrement du Québec), peignant un québécois pure laine inculte, mangeur de poutine, marié avec une stripteaseuse et laxiste dans l'application des lois.